# Georg Ehlers
Johann Georg Ehlers (Lüdersen, Hanôver, 22 de agosto de 1779 – Rio de Janeiro, março de 1850) foi o primeiro pastor luterano do Rio Grande do Sul. Era filho de Johann Heinrich Ehlers e Maria Margaretha Tiedemann.
Viúvo, recrutado pelo Major Schäffer, chegou a Colônia São Leopoldo em 6 de novembro de 1824, acompanhado de duas filhas e um filho. Iniciou o livro eclesiástico da futura comunidade evangélica de São Leopoldo ainda na Europa, embarcado no navio "Germania" ancorado no Rio Elba à espera da partida para o Brasil. O primeiro registro foi em 1 de julho, o batismo do menino Friedrich Germanicus Bendixen, nascido em Glückstadt sobre o Elba.
Seu primeiro culto foi celebrado no Natal de 1824, no jardim da casa do Inspetor José Tomaz de Lima.
Visto o grande interesse do governo em receber imigrantes alemães, apesar da proibição de outras religiões, além da católica no Brasil, recebeu inicialmente do governo imperial, terras e um salão para pregar, além de um salário mensal.
Iniciada a Revolução Farroupilha, quando São Leopoldo foi retomada pelos legalistas, foi acusado por Daniel Hillebrand de ser simpatizante dos farrapos. Foi então enviado a Porto Alegre, onde ficou de Junho de 1836 até fins de 1838, neste período tendo ficado 7 meses preso.
Ficou no cargo de pastor até 1845, quando se transferiu para o Rio de Janeiro onde faleceu em Março de 1850.